# حاطب بن عمرو
حاطب بن عمرو العامري صحابي من السابقين إلى الإسلام، هاجر إلى الحبشة الهجرتين، ثم هاجر إلى يثرب، وشهد مع النبي محمد غزوتي بدر وأحد.

## سيرته
أسلم حاطب بن عمرو بن عبد شمس بن عبد ود العامري قديمًا قبل دخول النبي محمد دار الأرقم للدعوة فيها، وهو أخو سهيل بن عمرو، وأمه أسماء بنت الحارث بن نوفل الأشجعية. هاجر حاطب إلى الحبشة الهجرتين، ويقال أنه أول من هاجر إليها. ثم عاد إلى مكة، وهو الذي زوّج النبي محمد سودة بنت زمعة أرملة أخيه السكران بن عمرو. ثم هاجر إلى يثرب حيث نزل على رفاعة بن عبد المنذر، وشهد مع النبي محمد غزوتي بدر وأحد. ولحاطب بن عمرو من الولد عمرو بن حاطب أمه ريطة بنت علقمة بن عبد الله بن أبي قيس العامرية.